# Apeadeiro de Casal de Álvaro
O apeadeiro de Casal de Álvaro, ou de Casal d’Álvaro ou de Casal do Álvaro ou de Casal Álvaro, é uma plataforma ferroviária do Ramal de Aveiro, que serve a localidade de Casal de Álvaro, no Distrito de Aveiro, em Portugal.

## Descrição

### Localização e acessos
Este apeadeiro situa-se dentro do aglomerado urbano da localidade epónima.

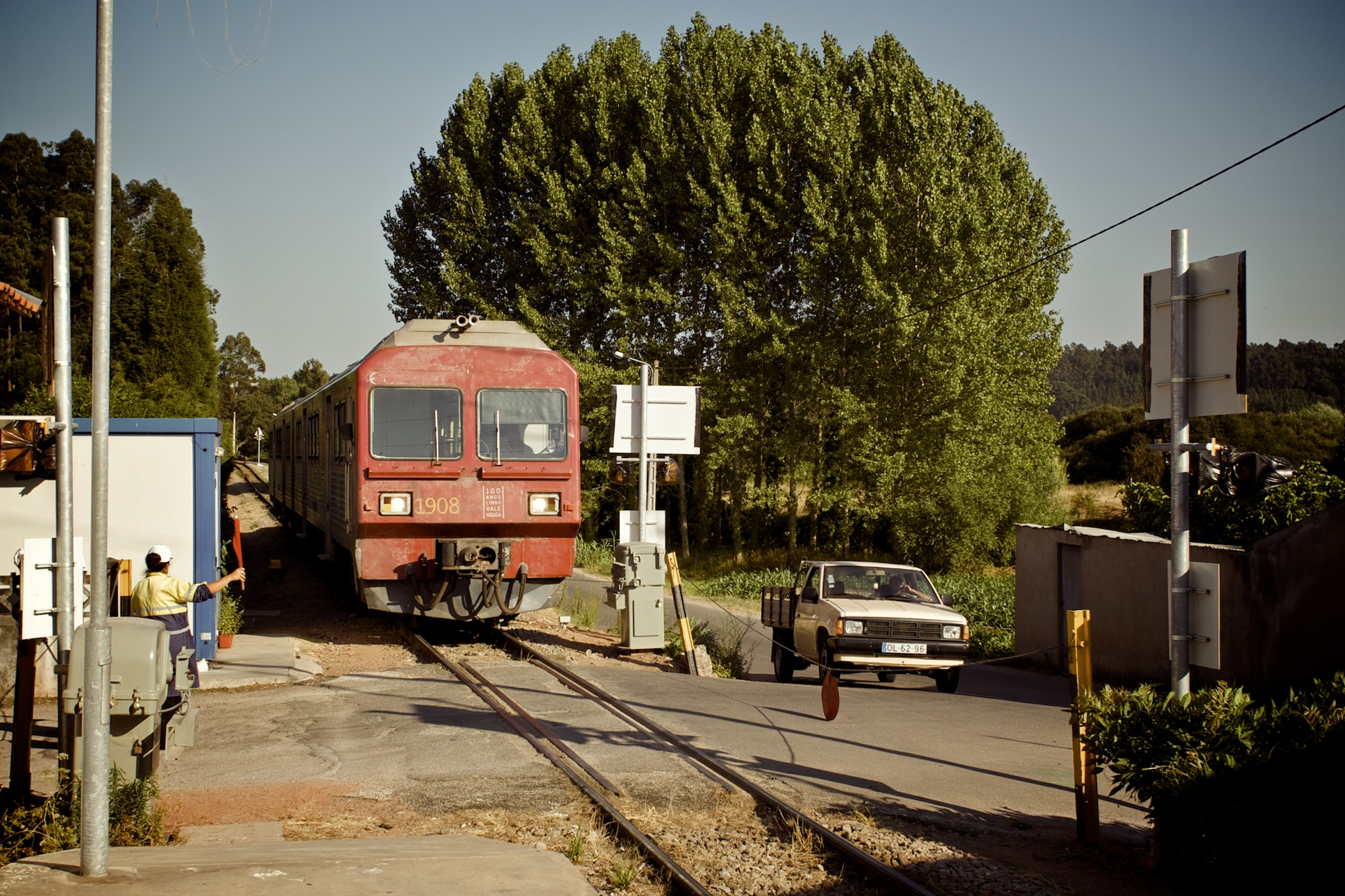
Automotora tipo 9630 chegando a Casal de Álvaro, em 2010.

### Infraestrutura
Este apeadeiro é limitado por duas passagens de nível, em cada extremo da plataforma: a noroeste, na Rua da Capela, pavimentada com xulipas e sem guardas, e a sudeste, na Rua Tavares da Silva / Rua da Conceição (= EM601-1), asfaltada e dotada de sinalização luminosa e sonora.

### Serviços
Em dados de 2022, esta interface é servida por comboios de passageiros da C.P. de tipo regional, com onze circulações diárias em cada sentido, entre Aveiro e Sernada do Vouga (três destas encurtadas a Águeda ou a Macinhata do Vouga); como habitual nos apeadeiros desta linha, trata-se de uma paragem condicional, devendo os passageiros avisar antecipadamente o revisor para desembarques e assinalar da plataforma ao maquinista para embarques.

## História

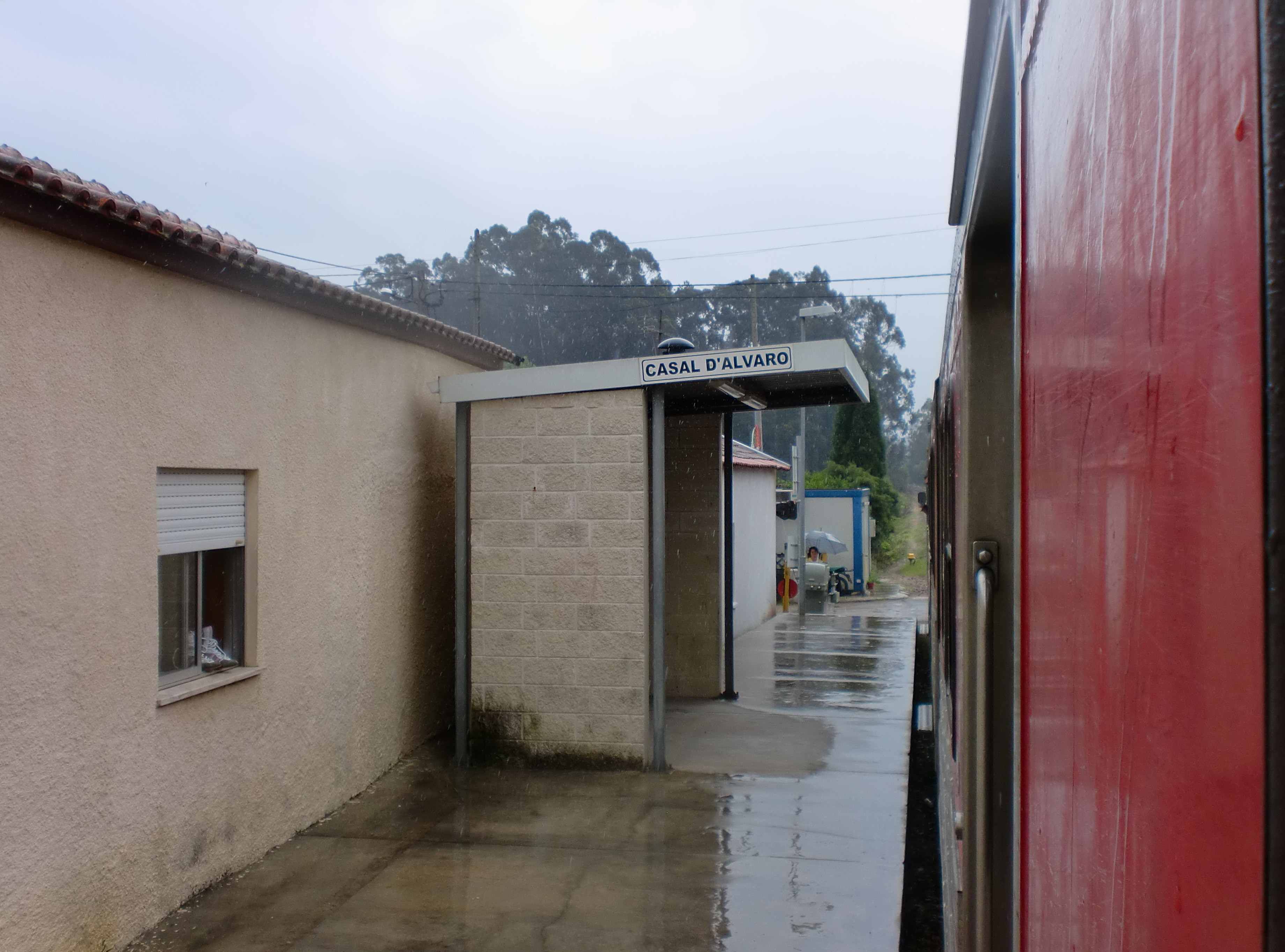
Vista da plataforma, em 2010.

Esta interface insere-se no troço entre Albergaria-a-Velha e Aveiro da rede ferroviária do Vouga, que foi inaugurado em 8 de Setembro de 1911, pela Compagnie Française pour la Construction et Exploitation des Chemins de Fer à l'Étranger. (Em 1 de Janeiro de 1947, a gestão da rede do Vouga passaria a ser assegurada pela Companhia dos Caminhos de Ferro Portugueses.)
Casal de Álvaro não consta ainda dos horários da Linha do Vouga em 1913, mas consta dos de 1939, tendo sido criado entretanto. Em 1985, era ainda um ponto de paragem na linha, com infraestrutura mínima, sem plataformas nem abrigo para os passageiros — que foram mais tarde edificados.